# Gurgen Askaryan
Gurgen Askaryan (arménien : Գուրգեն Ասկարյան; russe : Гурген Аскарьян ou Гурген Аскарян) (né le 14 décembre 1928, mort le 2 mars 1997) est un physicien sovieto-arménien. Il est connu pour sa découverte de l'auto-focalisation de la lumière, des études novatrices sur l'interaction lumière-matière et la découverte et l'étude de l'interaction entre les particules de hautes énergies et la matière condensée. Il a notamment postulé l'effet Askaryan, dont l'existence n'a été expérimentalement avérée qu'en 2000.

## Biographie
Gurgen Askaryan est né en 1928, à Moscou de parents arméniens. Ses deux parents étaient médecins. Ashot Askarian était un généraliste, et sa mère, Astgik Askaryan, dentiste. À l'âge de 18 ans, Gurgen intégra le département de physique à l'Université d'État de Moscou, où il s'attaqua à ses premiers projets de recherche, se spécialisant dans la physique du noyau atomique. Diplômé en 1952, il fut accepté en deuxième cycle universitaire à l'Institut de Physique chimique (IPC) de Moscou. En 1953, il fut muté à l'Institut de physique Lebedev, et obtint son doctorat en 1957. Auteur de plus de 200 articles, Askaryan a contribué de façon significative à la physique des hautes énergies, en particulier avec l'effet Askaryan et l'expérience ANITA (Antarctic Impulsive Transient Antenna), ainsi que dans les domaines de l'acoustique et de l'optique. Sa découverte célèbre de l'auto-focalisation de la lumière lui valut la plus haute distinction scientifique d'alors en Union soviétique. Peu après avoir reçu son diplôme de Docteur en sciences, en 1992, Gurgen commença à souffrir de problèmes de santé, en même temps qu'empirait la santé de sa sœur Gohar. Elle et lui moururent le même jour, le 2 mars 1997, dans leur appartement de Moscou, tous deux de la même maladie cardiaque.

## Carrière et réussite scientifique

### Avancée vers la chambre à bulles
Pendant sa troisième année d'études, Askaryan proposa une nouvelle méthode d'enregistrement des particules chargées rapides. Son idée était que dans un liquide surchauffé transparent, une toute petite quantité d'énergie suffit à l'amener à ébullition. Si une particule chargée rapide pénètre dans ce liquide, elle perdra une partie de son énergie en ionisant les atomes situés le long de sa trajectoire. Cette perte d'énergie se transforme en une quantité de chaleur suffisante pour générer la mise en ébullition du milieu situé le long de la trajectoire de la particule, que les bulles rendent alors observable.
Askaryan discuta cette proposition avec certains de ses professeurs et camarades étudiants. Aucun ne lui fit d'objection, cependant, aucun ne le soutint ni ne l'aida à la réaliser. Askaryan était inexpérimenté quant aux formes et méthodes des investigations scientifiques. Il ne publia même pas sa proposition. Plusieurs années après, en 1952, la même idée se fit jour indépendamment chez un physicien américain, Donald Arthur Glaser. Il la mit en pratique en assemblant le dispositif désormais connu sous le nom de chambre à bulles. L'instrument se révéla si utile en physique des particules qu'il valut à son auteur le Prix Nobel en 1960. Cet épisode conduisit Askaryan à de sérieuses interrogations. Bien entendu, il fut secoué d'avoir laissé échapper le Prix Nobel d'aussi peu, mais d'un autre côté, cela l'aida à prendre confiance en lui.

### Rayonnement cosmique et onde sonores
Askaryan a découvert et étudié dans le détail différents effets accompagnant le passage de particules de hautes énergies au travers de la matière condensée (liquide ou solide). Il a montré que les pluies de hadrons-électrons-photons et même que de simples particules rapides peuvent produire des impulsions sonores. Les pertes par ionisation sont rapidement converties en chaleur, et la petite région adjacente à la trajectoire subit une expansion thermique, générant ainsi des ondes sonores. Ces résultats ont permis une nouvelle approche à l'étude des rayons cosmiques. Auparavant, les études sur les rayons cosmiques se fondaient sur l'interaction directe de leurs particules avec un détecteur. Askaryan rendit possible la détection des pluies et de simples particules en utilisant des récepteurs sonores situés à distance des événements.
Il y a plusieurs années, l'enregistrement de particules énergétiques avait été prévu avec des détecteurs sonores immergés en mer, dans le cadre d'un important programme de surveillance mondiale.

### Rayonnement cosmique et ondes électromagnétiques
Askaryan montra également que les gerbes de  rayons cosmiques émettent des rayonnements électromagnétiques, fournissant ainsi une autre façon de les détecter. Auparavant, on supposait couramment que les pluies d'électrons-photons n'émettaient pas de rayonnement électromagnétique puisque les électrons et les positons sont créés par paires. L’analyse d'Askaryan amena à la conclusion que dans les averses d'électrons-photons, il y a un excès de charges négatives (excès d'électrons). Ces excès proviennent des atomes à la suite de chocs, soit par effet photo, soit par des pluies d'électrons et de positrons (ionisation). Dans le même temps, du fait du processus d'annihilation, le nombre de positrons diminue. Il existe donc un courant électrique créé par l'excès d'électrons associé à l'averse. Ce courant variable constitue la source de rayonnement électromagnétique. Ainsi, chaque avers est source de rayonnement électromagnétique. Ces études ont ouvert de nouvelles perspectives pour l'enregistrement à distance des pluies de rayons cosmiques. De nos jours, de nombreux observatoires radio-astronomiques mènent des observations sur les pluies de rayons cosmiques.

### Faisceaux laser intenses et acoustique radiative
Plus tard, Akaryan montra qu'un faisceau laser intense passant au travers de la matière génère également des ondes sonores. Cet effet peut servir à traiter ou à détruire des substances. Cette série d'études a eu comme résultat la création d'une nouvelle branche de la physique, l'acoustique radiative, dont Askaryan fut le fondateur.

### Interaction d'un faisceau laser avec des substances
Après la découverte des lasers, Askaryan commença des recherches sur les interactions des faisceaux laser avec différentes substances. À cette époque, les physiciens travaillant avec des lasers avaient l'habitude de découper des spécimens en métal fin (fréquemment des lames de rasoir) avec des rayons laser. C'était un peu comme un jeu. Askarya également s'adonna à ce jeu. Il nota que les trous faits par le laser étaient de deux sortes. Lorsque le laser était employé à puissance modérée, les bords des ouvertures étaient lisses, comme si les ouvertures avait été ouvertes par fusion (et en réalité, c'était bien le cas). Cependant, fait à puissance maximum il avait des bords grossiers et irréguliers, comme si le trou avait été obtenu par rupture et non par fusion. À première vue, Askaryan pensa que c'était la pression qui éliminait la partie de la lame de rasoir située au point lumineux, cependant, de simples estimations montrèrent que cette supposition était erronée.
G. A. Askaryan and E. M. Moroz éclaircirent ultérieurement le problème en l'expliquant ainsi. Le faisceau laser chauffe la surface métallique avec une telle intensité que la couche superficielle se vaporise avant que la chaleur ne pénètre les couches suivantes. La vapeur est éjectée de la surface. Ainsi, une force survient qui agit sur la partie de la surface située à l'intérieur du point ciblé. Cette force est numériquement égale au moment de vapeur éjectée pendant une unité de temps. C'est ainsi que la vapeur réagit sur la surface. Et dans le cas d'un laser puissant, cette réaction est tellement puissante que le métal au point de contact lumineux est déchiqueté. La réaction de la vapeur donne une pression supérieure de plusieurs ordres de grandeur à celle de la lumière. On utilise maintenant l'ablation par vaporisation pour la compression du combustible nucléaire dans le problème des réactions thermonucléaires  contrôlées par induction laser.

### Auto-focalisation des ondes
L'une des plus brillantes découvertes d'Askaryan fit probablement l'auto-focalisation de la lumière,,. Dans un milieu avec une polarisation non linéaire du troisième ordre, l'indice de réfraction peut se représenter comme 

n = n0 + n2I, où
- n0 est l'indice de réfraction linéaire,
- n2 une constante optique caractérisant la force de la non-linéarité optique,
- et I, le profil d'intensité gaussienne du faisceau.

Le phénomène d'auto-focalisation peut se produire si un faisceau de lumière avec une distribution d'intensité transverse non uniforme, par exemple un profil gaussien, se propage à travers un matériau dont la valeur de n2 est positive. Si un faisceau de lumière puissant traverse un milieu ayant ce type de non-linéarité appelée non-linéarité Kerr, alors l'indice de réfraction du milieu à l'intérieur du faisceau est supérieur à celui situé à l'extérieur du faisceau. Si le champ électrique est suffisamment élevé, le faisceau crée alors un guide d'ondes diélectrique, qui réduit ou élimine la divergence du faisceau. Askaryan appela cet effet l'auto-focalisation. La découverte de ce phénomène ouvrit un nouveau chapitre de l'électronique et de l'optique non linéaires.

### L'effet Askaryan
L'effet Askaryan, prédit théoriquement par Askaryan en 1962, décrit un phénomène similaire à l'effet Tcherenkov, où une particule se déplaçant à une vitesse supérieure à celle de la lumière dans un milieu radio-transparent tel que le sel, la glace, ou le régolithe lunaire produit une averse secondaire de particules chargées contenant une anisotropie de charge, et émet de ce fait un cône de rayonnement cohérent dans la partie radio ou micro-onde du spectre. Ce phénomène est d'un intérêt primordial en ce qu'il utilise des matériaux bruts pour la détection de neutrinos d'ultra-haute énergie.

### Autres
Askaryan fut le premier à noter que les quelques premiers mètres en surface de la Lune, connus sous le nom de régolithe, constitueraient un milieu suffisamment transparent pour la détection des micro-ondes provenant des excès de charge des pluies de particules. La transparence radio du régolithe a depuis été confirmée par les missions Apollo.
Askaryan trouva également avec M. L. Levin une combinaison d'affichages électroluminescents auxiliaires à haute-fréquence qui assure la stabilité des paquets d'électrons lors des accélérations.

## Travaux
Gurgen Askaryan a rédigé plus de 200 articles tout au long de sa carrière.
- Askaryan GA, 'O GENERATSII RADIOVOLN MILLIMETROVOGO DIAPAZONA PRI PROKHOZHDENII ELEKTRONNOGO SGUSTKA CHEREZ TORMOZYASHCHUYU SREDU', ZHURNAL EKSPERIMENTALNOI I TEORETICHESKOI FIZIKI 27 (6): 761-761 1954
- Askaryan GA, 'ACCELERATION OF CHARGED PARTICLES IN RUNNING OR STANDING ELECTROMAGNETIC WAVES', SOVIET PHYSICS JETP-USSR 9 (2): 430-430 1959
- Askaryan GA, 'RADIATION OF VOLUME AND SURFACE COMPRESSION WAVES DURING IMPINGEMENT OF A NONRELATIVISTIC ELECTRON STREAM AT THE SURFACE OF A DENSE MEDIUM', SOVIET PHYSICS-TECHNICAL PHYSICS 4 (2): 234-235 1959
- Askaryan GA, 'ELECTROMAGNETIC RADIATION FROM ELECTRON DIFFUSION', SOVIET PHYSICS JETP-USSR 12 (1): 151-152 1961
- Askaryan GA, 'DIAMAGNETIC PERTURBATIONS IN MEDIA CAUSED BY IONIZING RADIATION', SOVIET PHYSICS JETP-USSR 14 (1): 135-137 1962
- Askaryan GA, 'INTERACTION BETWEEN LASER RADIATION AND OSCILLATING SURFACES', SOVIET PHYSICS JETP-USSR 15 (6): 1161-1162 1962
- Askaryan GA,'EXCESS NEGATIVE CHARGE OF AN ELECTRON-PHOTON SHOWER AND ITS COHERENT RADIO EMISSION', SOVIET PHYSICS JETP-USSR 14 (2): 441-443 1962
- Askaryan GA,'CERENKOV RADIATION AND TRANSITION RADIATION FROM ELECTROMAGNETIC WAVES', SOVIET PHYSICS JETP-USSR 15 (5): 943-946 1962
- Askaryan GA, IOVNOVICH ML, LEVIN ML, et al.,'TRANSPORT AND CONTAINMENT OF MOVING PLASMA CONCENTRATIONS (HIGH FREQUENCY AND MAGNETIC PLASMA WAVE-GUIDES)', NUCLEAR FUSION : 797-800 Suppl. 2 1962
- Askaryan GA,'PROJECTION OF PLASMOIDS THROUGH MAGNETIC FIELDS (MAGNETODYNAMIC TRAPS)', SOVIET PHYSICS-TECHNICAL PHYSICS 7 (6): 492& 1962
- Askaryan GA, PROKHOROV AM, CHANTURIYA GF, et al., 'THE EFFECTS OF A LASER BEAM IN A LIQUID', SOVIET PHYSICS JETP-USSR 17 (6): 1463-1465 1963
- Askaryan GA,'DIRECTED COHERENT RADIATION DUE TO BREAKDOWN NEAR THE TRACK OF AN IONIZING PARTICLE', SOVIET PHYSICS JETP-USSR 17 (4): 901-902 1963
- Askaryan GA,'EXCITATION AND DISSOCIATION OF MOLECULES IN AN INTENSE LIGHT FIELD', SOVIET PHYSICS JETP-USSR 19 (1): 273-274 1964
- Askaryan GA,'EMISSION OF RADIO WAVES UPON MODULATION OF AN INTENSE BEAM OF LIGHT IN A MEDIUM', SOVIET PHYSICS JETP-USSR 18 (2): 441-443 1964
- Askaryan GA,'COHERENT RADIO EMISSION FROM COSMIC SHOWERS IN AIR AND IN DENSE MEDIA', SOVIET PHYSICS JETP-USSR 21 (3): 658& 1965
- Askaryan GA, GOLTS EY, RABINOVI.MS, 'USE OF ARTIFICIAL METEORS FOR LASER PUMPING', JETP LETTERS-USSR 4 (11): 305& 1966
- Askaryan GA, 'OPTOCALORIC EFFECT (AMPLIFICATION OF ATOMIC INTERACTION AND COOLING OF MEDIUM) IN A LASER BEAM', JETP LETTERS-USSR 3 (4): 105& 1966
- Askaryan GA, 'SELF-FOCUSING AND FOCUSING OF ULTRASOUND AND HYPERSOUND', JETP LETTERS-USSR 4 (4): 99& 1966
- Askaryan GA,'SELF-FOCUSING OF A LIGHT BEAM UPON EXCITATION OF ATOMS AND MOLECULES OF MEDIUM IN BEAM' JETP LETTERS-USSR 4 (10): 270& 1966
- Askaryan GA, RABINOVI.MS, SMIRNOVA AD, et al.,'CURRENTS PRODUCED BY LIGHT PRESSURE WHEN A LASER BEAM ACTS ON MATTER' JETP LETTERS-USSR 5 (4): 93& 1967
- Askaryan GA, 'NONLINEARITY OF MEDIA DUE TO INDUCED DEFORMATION OF MOLECULES ATOMS AND PARTICLES OF A MEDIUM', JETP LETTERS-USSR 6 (5): 157& 1967
- Askaryan GA, 'WAVEGUIDE PROPERTIES OF A TUBULAR LIGHT BEAM', SOVIET PHYSICS JETP-USSR 28 (4): 732& 1969
- Askaryan GA, STUDENOV VB,'BANANA SELF FOCUSING OF BEAMS', JETP LETTERS-USSR 10 (3): 71& 1969
- Askaryan GA, CHISTYI IL,'THERMAL SELF-FOCUSING IN A LIGHT BEAM WITH LOW INTENSITY NEAR AXIS', SOVIET PHYSICS JETP-USSR 31 (1): 76& 1970
- Askaryan GA, PUSTOVOI.VI,'SELF-FOCUSING AND FOCUSING OF ULTRASOUND AND HYPERSOUND IN METALS AND SEMICONDUCTORS', SOVIET PHYSICS JETP-USSR 31 (2): 346& 1970
- ARUTYUNYAN.IN, Askaryan GA, POGOSYAN VA, 'MULTIPHOTON PROCESSES IN FOCUS OF AN INTENSE LASER BEAM WITH EXPANSION OF INTERACTIVE REGION TAKEN INTO CONSIDERATION', SOVIET PHYSICS JETP-USSR 31 (3): 548& 1970
- Askaryan GA, STEPANOV VK, 'SIMULTANEOUS EXTENDED ACTION OF A HIGH-POWER LIGHT BEAM ON MATTER', SOVIET PHYSICS JETP-USSR 32 (2): 198& 1971
- Askaryan GA, 'SELF-FOCUSING OF POWERFUL SOUND DURING PRODUCTION OF BUBBLES'JETP LETTERS-USSR 13 (7): 283& 1971
- Askaryan GA, TARASOVA NM, 'INITIAL STAGE OF OPTICAL EXPLOSION OF A MATERIAL PARTICLE IN AN INTENSE LIGHT FLUX', SOVIET PHYSICS JETP-USSR 33 (2): 336& 1971
- Askaryan GA, DIYANOV KA, MUKHAMAD.M,'NEW EXPERIMENTS ON FORMATION OF A SELF-FOCUSING FILAMENT FROM FOCUS OF BEAM ON SURFACE OF A MEDIUM', JETP LETTERS-USSR 14 (8): 308& 1971
- Askaryan GA, RAKHMANI.TG, 'SCATTERING, REFRACTION AND REFLECTION OF SOUND UNDER ACTION OF INTENSE LIGHT ON MEDIUM', SOVIET PHYSICS JETP-USSR 34 (3): 639& 1972
- Askaryan GA, MANUKYAN SD, 'PARTICLE ACCELERATION BY A MOVING LASER FOCUS, FOCUSING FRONT OR FRONT OF AN ULTRASHORT LASER PULSE', ZHURNAL EKSPERIMENTALNOI I TEORETICHESKOI FIZIKI 62 (6): 2156-2160 1972
- Askaryan GA, 'EFFECT OF SELF-FOCUSING',USPEKHI FIZICHESKIKH NAUK 111 (2): 249-260 1973
- Askaryan GA, DIYANOV KA, MUKHAMAD.MA, 'SUPPRESSION OF NONLINEAR PROCESSES OF STIMULATED SCATTERING, BEAM COLLAPSE, AND BREAKDOWN OF MEDIUM DURING BEAM SCANNING - SELF-FOCUSING OF STROLLING-BEAMS', JETP LETTERS 19 (5): 172-174 1974
- Askaryan GA, NAMIOT VA, RABINOVI.MS, 'UTILIZATION OF OVERCOMPRESSION OF A SUBSTANCE BY LIGHT-REACTIVE PRESSURE FOR PREPARATION OF MICROCRITICAL MASS OF FISSIONABLE ELEMENTS, SUPER-STRONG MAGNETIC-FIELDS AND PARTICLE ACCELERATION', USPEKHI FIZICHESKIKH NAUK 113 (4): 716-718 1974
- Askaryan GA, NAMIOT VA, 'COMPRESSION AND FOCUSING OF A NEUTRON GAS BY MOVING MODERATOR', JETP LETTERS 20 (5): 148-149 1974
- Askaryan GA, DOLGOSHEIN BA, 'ACOUSTIC REGISTRATION OF HIGH-ENERGY NEUTRINOS', JETP LETTERS 25 (5): 213-214 1977
- Askaryan GA, DOLGOSHEIN VA,'MICROELECTROSTRICTION IN AN IONIZED MEDIUM', JETP LETTERS 28 (10): 571-574 1978
- Askaryan GA, RAEVSKII IM, 'EXCITATION OF HIGH-FREQUENCY OSCILLATIONS BY A LASER-PULSE', JETP LETTERS 32 (2): 104-108 1980
- Askaryan GA, MUKHAMADZHANOV MA, 'NON-LINEAR DEFOCUSING OF A FOCUSED BEAM - A FINE BEAM FROM THE FOCUS', JETP LETTERS 33 (1): 44-48 1981
- Askaryan GA, 'INCREASE OF LASER AND OTHER RADIATION TRANSMISSIONS THROUGH SOFT OPAQUE PHYSICAL AND BIOLOGICAL MEDIA', KVANTOVAYA ELEKTRONIKA 9 (7): 1379-1383 1982
- Askaryan GA, MANZON BM, 'LASER DRAGON DIRECTED BY THE BEAM OF LIGHT DISCHARGE EJECTION INTO THE ATMOSPHERE', USPEKHI FIZICHESKIKH NAUK 139 (2): 370-372 1983
- Askaryan GA, 'NEUTRINO STUDY OF THE EARTH, THE NEUTRINO GEOLOGY', USPEKHI FIZICHESKIKH NAUK 144 (3): 523-530 1984
- Askaryan GA, 'DECAY OF A HIGH-ENERGY PION BEAM IN A MEDIUM - FORMATION OF A DECAY CHANNEL', JETP LETTERS 41 (12): 651-654 1985
- Askaryan GA, YURKIN AV, 'NEW STUDIES IN OPTOTHERMOACOUSTICS', JETP LETTERS 43 (4): 221-225 FEB 25 1986
- Askaryan GA, 'Cherenkov Radiation FROM OPTICAL PULSES', Physical Review Letters 57 (19): 2470-2470 NOV 10 1986
- Askaryan GA, RAEVSKII IM, 'LASER SIMULATION OF THE LIGHT AND PLASMA ACTION ON COMETS AND PLANETS', KVANTOVAYA ELEKTRONIKA 14 (2): 229-231 FEB 1987
- Askaryan GA, BATANOV GM, KOSSYI IA, et al., 'CONSEQUENCES OF MICROWAVE EMISSIONS IN THE STRATOSPHERE', USPEKHI FIZICHESKIKH NAUK 156 (2): 370-372 OCT 1988
- Askaryan GA, YURKIN AV, 'NANOSECOND PHOTOGRAPHY OF FAST PROCESSES IN INVISIBLE (UV) LIGHT WITH A NITROGEN LASER AND NEW STUDY OF A TRAIN OF SHOCK-WAVES', JETP LETTERS 58 (7): 563-567 OCT 10 1993
- Askaryan GA, Bulanov SV, Dudnikova GI, et al., 'Magnetic interaction of ultrashort high-intensity laser pulses in plasmas', PLASMA PHYSICS AND CONTROLLED FUSION 39 (5A): 137-144 Sp. Iss. SI MAY 1997